# Distrito electoral de Bartlett (condado de Wheeler, Nebraska)
Bartlett (en inglés: Bartlett Precinct) es un distrito electoral ubicado en el condado de Wheeler en el estado estadounidense de Nebraska. En el Censo de 2010 tenía una población de 558 habitantes y una densidad poblacional de 0,44 personas por km².

## Geografía
Bartlett se encuentra ubicado en las coordenadas 41°56′16″N 98°31′20″O / 41.93778, -98.52222. Según la Oficina del Censo de los Estados Unidos, Bartlett tiene una superficie total de 1259.03 km², de la cual 1258.85 km² corresponden a tierra firme y (0.01%) 0.18 km² es agua.

## Demografía
Según el censo de 2010, había 558 personas residiendo en Bartlett. La densidad de población era de 0,44 hab./km². De los 558 habitantes, Bartlett estaba compuesto por el 97.85% blancos, el 0.18% eran amerindios, el 0.72% eran asiáticos, el 0.36% eran de otras razas y el 0.9% pertenecían a dos o más razas. Del total de la población el 0.72% eran hispanos o latinos de cualquier raza.